# Rauiella niveo-calycina
Rauiella niveo-calycina är en bladmossart som beskrevs av Roelof J.van der Wijk och Margadant 1962. Rauiella niveo-calycina ingår i släktet Rauiella och familjen Thuidiaceae. Inga underarter finns listade i Catalogue of Life.